# Униан-да-Витория (микрорегион)

Униан-да-Витория на карте.

Униан-да-Витория (порт. Microrregião de União da Vitória) — микрорегион в Бразилии, входит в штат Парана. Составная часть мезорегиона Юго-восток штата Парана. Население составляет 	116 691	 человек (на 2010 год). Площадь — 	5488,727	 км². Плотность населения — 	21,26	 чел./км².

## Демография
Согласно сведениям, собранным в ходе переписи 2010 г. Национальным институтом географии и статистики (IBGE), население микрорегиона составляет:						
| Полное население                             | Полное население                             | Полное население                             | Полное население                             | 116 691 |
| -------------------------------------------- | -------------------------------------------- | -------------------------------------------- | -------------------------------------------- | ------- |
| в том числе:                                 | Городское население                          | 82 664                                       | Процент городского населения, %              | 70,84   |
|                                              | Сельское население                           | 34 027                                       | Процент сельского населения, %               | 29,16   |
|                                              | Мужское население                            | 58 684                                       | Процент мужского населения, %                | 50,29   |
|                                              | Женское население                            | 58 007                                       | Процент женского населения, %                | 49,71   |
| Плотность населения, чел/км²                 | Плотность населения, чел/км²                 | Плотность населения, чел/км²                 | Плотность населения, чел/км²                 | 21,26   |
| Население микрорегиона в % к населению штата | Население микрорегиона в % к населению штата | Население микрорегиона в % к населению штата | Население микрорегиона в % к населению штата | 1,12    |

## Статистика
- Валовой внутренний продукт на 2003 год составляет 756 905 433,00 реалов (данные: Бразильский институт географии и статистики).
- Валовой внутренний продукт на душу населения на 2003 год составляет 6498,94 реалов (данные: Бразильский институт географии и статистики).
- Индекс развития человеческого потенциала на 2000 год составляет 0,750 (данные: Программа развития ООН).

## Состав микрорегиона
В составе микрорегиона включены следующие муниципалитеты:
1. Битуруна
2. Крус-Машаду
3. Женерал-Карнейру
4. Паула-Фрейтас
5. Паулу-Фронтин
6. Порту-Витория
7. Униан-да-Витория